# Mustafa Tambour
Mustafa Nasr Aldin Tambour (arabisch مصطفى نصر الدين تمبور; * 24. Juli 1982 in Zalingei, Sudan) ist der Anführer einer Fraktion der Sudanesischen Befreiungsbewegung (SLM-Tambour), die in den Konflikt in Darfur verwickelt war und die sudanesischen Streitkräfte (SAF) gegen die Rapid Support Forces (RSF) unterstützt. Vor dem Sudan-Konflikt 2023 startete er eine Initiative zur Versöhnung der Gemeinschaften, um den Krieg in Darfur zu beenden.

## Frühes Leben und Ausbildung
Mustafa Tambour wurde am 24. Juli 1982 in Zalingei, Zentral-Darfur, Sudan, geboren. Er studierte 2007 Rechtswissenschaften an der Universität Neelain.

## Karriere
Tambour überlebte am 2. September 2017 in der Nähe von Zalingei einen Mordanschlag durch eine siebenköpfige Bande, die von zwei Offizieren im Rang eines Leutnants angeführt wurde, von denen einer zu den Spezialeinheiten der Sicherheitspolizei und der andere zu den schnellen Eingreiftruppen (RSF) gehörte. Bei dem Versuch wurden sowohl seine Mutter als auch sein Bruder und seine Schwester verletzt.

### Abspaltung von SLM
Die von Tambour angeführte Fraktion der Sudanesischen Befreiungsbewegung (SLM) spaltete sich 2018 von der SLM unter der Führung von Abdul Wahid al Nur ab, die seit 2003 in Darfur kämpfte.
Tambours Fraktion unterzeichnete das Friedensabkommen von Juba 2020 im Südsudan und bemühte sich weiterhin um Sicherheit und Stabilität im Land. Am 12. Juni 2022 startete Tambour eine Initiative zur Versöhnung der Gemeinden, um den Konflikt in Darfur, insbesondere in den Bundesstaaten West- und Süd-Darfur, zu beenden. Die Initiative zielte darauf ab, alle Komponenten und Stämme in Darfur zu versöhnen und Konflikte zu lösen.
Am 3. Februar 2023 begrüßte Tambour den Besuch der israelischen Delegation im Sudan. Am 6. Januar 2023 bekräftigte er außerdem, dass seine Streitkräfte bereit sind, sich an den Sicherheitsvorkehrungen zur Vorbereitung ihrer vollständigen Integration in die sudanesischen Streitkräfte (SAF) zu beteiligen.

### Sudan-Konflikt 2023
Während des Sudan-Konflikts 2023 wurde Tambours Haus in Riad, Khartum, am 8. Mai 2023 gestürmt. Am 17. Juli ermordete die RSF einen seiner Brüder, Motwakel, auf der Straße Nyala-Zalingei.
Am 31. Juli sicherte die SLM-Tambour-Fraktion der SAF ihre Unterstützung bei ihren Bemühungen gegen die RSF zu. Während der Belagerung von Zalingei, der Hauptstadt des Bundesstaates Zentral-Darfur, fügte die SLM-Tambour den paramilitärischen Streitkräften der RSF Verluste zu, tötete 27 RSF, verletzte 41 und nahm 14 Kämpfer gefangen.